# 汪拔羣
汪拔羣，一說王拔羣，江西弋阳人，清朝政治人物、進士出身。
光緒二十四年，登進士二甲。后擔任民国《弋阳县志》二十卷總編撰。